# Viva Piñata
Viva Piñata es un videojuego de simulación para Xbox 360, PC y Nintendo DS desarrollado por Rare y distribuido por Microsoft Game Studios, en la cual tiene como objetivo cuidar un jardín de animales piñata.

## Empezando el juego
Todo empieza cuando estás en la Isla Piñata, en el jardín del jardinero más famoso de la isla, que fue destruido por el Profesor Pester, quien envía a sus rufianes a estropear su jardín por una venganza pendiente.
Tú te encargarás de cuidar su jardín, atraerás piñatas, plantarás todo tipo de plantas, excavarás estanques, e incluso contratarás a tus ayudantes, harás que te visiten piñatas, las harás residentes y las enamorarás para multiplicarlas.
No estarás solo en esta difícil tarea. Tendrás a tu disposición el apoyo de muchos personajes que te ayudarán a abarcar todas tus tareas a medida que tu jardín se expanda más y más.
El jardinero, antes dueño de ese jardín, te dará algunos obsequios de vez en cuando, conforme vayas mejorando. Un ejemplo de mejora es el siguiente:

Mejora de Título y pala

Y como ya se ha dicho antes, extenderá tu jardín.

## Metodología de juego
Nada más empezar el juego nos encontramos con un panorama que no puede ser menos favorable. Acabamos de heredar un jardín de reducidas dimensiones y en un estado lamentable. Los escombros y la basura abundan en nuestro recién adquirido hábitat. Deberemos empezar por limpiar todo el desorden y remover la tierra para que empiece a ser fértil. Según vayamos mejorando el entorno iremos atrayendo a piñatas más variadas.
Dichas piñatas tendrán varios estados según vayamos cumpliendo los requisitos de cada uno de ellos. En un principio conseguiremos que visiten nuestro jardín. Si lo que ven les gusta y cumplimos los requisitos necesarios (variables según el tipo de piñata) se quedarán a vivir alcanzando el nivel de residentes. En este momento no abandonarán más el jardín (a menos que los trates de muy mala manera, las golpes con la pala o sean muy infelices) y adquirirán su billar característico, ya que los visitantes muestran un homogéneo color gris.
Una vez tengamos dos piñatas residentes del mismo tipo, tendremos la opción de que formen una familia y tengan descendencia. Para ellos deberemos construirles una casa acorde con sus necesidades, además de satisfacer sus deseos adicionales.
Si todas estas condiciones se cumplen, las piñatas ejecutarán la danza del amor, acompañada con una graciosa animación y un pequeño minijuego en el que podremos ganar algunas monedas de chocolate extra. Si todo sale bien, al cabo de poco tiempo llegará storkos con un huevo del que surgirá una pequeña réplica de las piñatas padre que irá creciendo.
Piñatas amargas
Las piñatas amargas, son los enemigos mortales de tu jardín. cada uno tiene un oficio distinto para destruir tu jardín, pero si consigues residir a una de ellas, te darán una de las 8 piezas de la torre amarga.

## Piñatas amargas
Los agrios se encargan de dañar tu jardín, esas piñatas son:
1. Shellybean amarga: se come las semillas de tu jardín.
2. Sherbat amarga: vacía las piñatas de tu jardín.
3. Crowla amarga: enferma a las piñatas enfermas residentes.
4. Profitamole amarga: se come las plantas y hace hoyos en tu jardín.
5. Macaracoon amarga: se lleva los huevos de piñatas.
6. Cocoadile amarga: asusta a tus ayudantes.
7. .Mallowolf amarga:evita las visitas de las piñatas.
8. .Bonboon amarga: causa peleas con todas tus piñatas

Se puede prevenir la visita de estas piñatas con solo conseguir un tótem bloquea-amargos el cual se consigue cuando logras domesticar una piñata agria o comprándolo en la tienda Costolot pero en este lugar su costo es elevado.

## Personajes
- Jardinero: Es el jugador. El nombre del jardinero viene del nombre del usuario de Xbox que juega al juego (por ejemplo, si el jugador inicia el juego como "Sharon450", su título será "Sharon450" y el nombre del jardín será "Jardín de Sharon450"). A medida que progresa en el juego va ganando amigos, ayudantes, descubriendo la historia del anterior dueño de su jardín y, claro, ganando experiencia y atrayendo piñatas.
- Leafos: Es la mejor amiga del jardinero. Es una tierna chica, hija del anterior dueño del jardín que, por cierto, era el mejor hasta que el profesor Pester destruyó su trabajo. Siempre anda paseando por el jardín dándonos pistas y comentarios diversos. No le gusta que la mojes con la regadera.
- Seedos: Es el hermano de Leafos. Seedos adora las semillas y cada vez que converses con él quizá te dé una semilla. Pero si lo golpeas mucho plantará semillas malas. A diferencia de Leafos, le gusta que lo mojes con la regadera.
- Storkos: Es la hermana de Leafos. Se cree una superheroína, el trabajo que desempeña es el de traer los huevos con piñatas bebés a tu jardín salvos y sanos.
- Dastardos: Es el hermano perdido de Leafos, antes era Stardos, pero tras un accidente en el que se vio envuelta toda su familia, se cambió el nombre a "Dastardos" y se volvió la mano derecha del profesor Pester. Si tienes una piñata herida y no la atiendes a tiempo, Dastardos en persona llegará y la romperá.
- Profesor Pester: Pester era el antiguo ayudante de Jardiniero, hasta que lo traicionó y se volvió malo. Fue él quién inventó las golosinas malvadas y suele enviar a sus piñatas malvadas a que arruinen tu jardín. Si ellas no lo consiguen, enviará a sus rufianes o a Dastardos. Actualmente es el Profesor Pester, quien en ocasiones aparece en el jardín y asesina a la piñata más valiosa que este en ese momento presente en el jardín.
- Jardiniero: Era el mejor jardinero de toda Isla Piñata y pudo conseguir todas las piñatas, excepto la Dragonache. Es el padre de Dastardos, Seedos, Storkos y Leafos, aunque solo vive con esta última. Siempre aparece en una silla de ruedas con motor.

### Personajes menores
- Willysolo: Willy Builder es uno de los primeros proveedores de servicios que descubras. Te construirá a ti casas especiales para tus piñatas, a cambio de un precio que varía según la piñata, claro. Según un comentario de Leafos, está casado con Lottie.
- Lottie: Es la dueña de la Tienda Costolot, donde podrás comprar objetos variados para tu jardín. Es la esposa de Willy y le encantan las monedas de chocolate. Con ella podrás comprar o vender objetos.
- Doc Patchingo: El joven y recién graduado médico de Isla Piñata. Es algo nervioso pero sabe atender muy bien a las piñatas envenenadas, enfermas o heridas que tengas, siempre que le avises con tiempo.
- Petula: Es la dueña de la tienda de Mascotas de Papel, donde comprarás accesorios para tus piñatas o mascotas de papel. Siempre está castigada o cuidando la tienda por encargo de sus padres y parece siempre estar con sueño.
- Bart: Bart es una especie de espantapájaros. A cambio de un poco de monedas podrá coger un objeto cualquiera de tu jardín y transformarlo en algo mucho mejor. Por cierto, hay tres niveles del servicio: bronce, plata y oro. El objeto resultante es mejor según el nivel.
- Fannie: Es la dueña de la Oficina Postal. Gracias a ella podrás enviar invitaciones, piñatas, objetos y mensajes a otros amigos a través de Xbox Live. Es bastante entusiasta.
- Gretchen: Es la cazadora local. Te atrapará cualquier piñata que ya haya residido en tu jardín (o en algún otro de ese mismo perfil).
- Ivor: Aparece como un pobre que anda por tu jardín esperando que le des monedas de chocolate (en total tienes que darle mil de golpe) y así abrirá su tienda (Ivor Ganga) en la que tiene objetos muy útiles, entre ellos el machete del capitán que mantiene alejados al Profesor Pester y a sus rufianes de tu jardín.

## Elshowde televisión
Si juegas a Viva Piñata, Leafos comentará alguna vez que se puede "hacer un programa de televisión sobre las aventuras de las piñatas", el éxito del videojuego llevó a 4Kids a hacer con Rare un programa de televisión basado en las piñatas, con estas como protagonistas. Las piñatas protagonistas son (sus nombres son el nombre propio seguido del nombre de su especie):
- Hudson Horstachio (también conocido como "Pistaballo" en el doblaje hispanoamericano): Hudson es la piñata favorita de todo el programa, según las encuestas. Es la piñata más famosa de toda Isla Piñata, y es algo narcisista al llamarse así mismo "la piñata más famosa de todo el mundo". Incluso llega a ser cómico que Fergy le muestre un espejo, y Hudson salude a "otro igualito a él". Tiene un alto grado de narcisismo y es amante de la fama y del baile. Su casa está llena de trofeos, tantos que tiene una habitación entera con trofeos hasta reventar. Su marca inseparable: lentes de sol oscuros. Es interpretado en su versión hispanoamericana por Milton Gómez.
- Ella Elephanella: Ella es la muestra perfecta para contradecir el dicho de que un elefante nunca olvida. Tiene problemas para recordar lo que sea, incluso durante una conversación. No es raro por eso de que sus frases más conocidas sean "¿Huh?" o "¿Qué?". Siempre olvida las cosas, incluso en momentos inoportunos. Incluso olvida y recuerda los nombres de sus amigos en una conversación. Puede llegar a ser tan infantil y cariñosa como peligrosa, pues sus problemas de memoria a menudo la ponen en situaciones riesgosas. Es interpretada en su versión hispanoamericana por Rosalet locutora de 97.7 FM  en la Ciudad de México.
- Fergy Fudgehog (también conocido como "Chocoespín" en el doblaje hispanoamericano): Si lo analizamos como psicólogos, Fergy sería una Cluckes y no una Fudgehog. Precisamente, Fergy baila muy bien ¡Pero le tiene un miedo terrible a las fiestas!. Tiene nervios, pesadillas y hasta ataques de pánico de solo pensar que niños riendo lo romperán para comer sus dulces, aunque no entienda que luego lo repararán. Una vez fue atrapado por Langston, junto con Polie, y fueron enviados a una fiesta, pero el profesor Pester logró llevarlos a "su" fiesta, en la propia Isla Piñata. Le gusta bailar y la jardinería, y sufre el Síntoma del Diente Dulce (uno de sus dientes es un caramelo) el cual le provoca su adicción a los caramelos. Podría considerarse la piñata más dulce de toda Isla Piñata. También ha demostrado tener una madre sobreprotectora y cierto instinto maternal. Pese a su miedo a las fiestas, Fergy tiene un gran talento para el baile y la jardinería. Es interpretado en su versión hispanoamericana por Ricardo Bautista.
- Franklin Flizzybear (también conocido como "Burbuoso" en el doblaje hispanoamericano): Puede parecer un fiero Flizzybear, pero Franklin es bastante amigable y el mejor surfer de toda Isla Piñata, pero por el contrario, un mal bailarín. Es prácticamente perfecto, al tener un muy buen sentido del humor y un buen optimismo. También es algo torpe, pues una vez usó lentes de visión nocturna de día (en el episodio Misión Impiñatible). Es interpretado en su versión hispanoamericana por Edson matus.
- Les Galagoogoo: Les es, por su especie, la más bajita del grupo. Sus ojos son muy grandes y cuando habla, no se le entiende casi nada. Pero lo compensa con sus artes marciales y su gran inteligencia, tanta que tiene un laboratorio secreto en una caja de cartón vacía. Pese a su tamaño, lo cierto es que Les casi siempre salva el día. Su reducido tamaño no es problema para que encuentre las soluciones a los problemas (en "La Piñata Biónica", tuvo la idea de lanzar a Quackberry con un cañón, a través de un dibujo, pero nadie lo entendió, y luego Quackberry tuvo "su" idea de ser disparado usando un cañón) aunque nadie le preste atención y otro se lleve la gloria de haber creado la solución. Es interpretada en su versión hispanoamericana por Victoria Burgoa, quien además es la directora de doblaje de la misma serie.
- Langston Lickatoad: Langston es el operador de Piñata central, y se toma su trabajo muy en serio. Pero con piñatas como Fergy y Paulie, su deber ha aumentado a atraparlos y llevarlos a una fiesta, por las buenas o por las malas. Pero, para empeorar su suerte, tanto Fergy como Paulie logran escapar. Y lo curioso es que nunca se da por vencido. Va armado con una red para atrapar mariposas y con su sombrerito con el logo de Piñata Central. Es interpretado en su versión hispanoamericana por Alan prieto.
- Paulie Pretzail: Paulie es el mejor amigo de Fergy, y no es que le tema a las fiestas, sino que le incomoda ir a ellas. Paulie no parece la gran cosa, pero absolutamente nada se le escapa. Se conoce cada chisme que salga, y puede resolver cualquier cosa, siempre y cuando él se lo proponga. Es interpretado en su versión hispanoamericana por Sebastian Rosas.
- Teddington y Tina Twingersnap: Ambos son hermanos, pero por ser Twingersnap, comparten el mismo cuerpo. Tina es aventurera y curiosa, mientras que Teddington es más reservado y tranquilo. Siempre andan discutiendo. Una vez, cuando por accidente se separaron, demostraron que no pueden vivir sin el otro, aunque luego vuelvan a discutir. Incluso no se sabe cómo lograron cultivar un jardín si no tienen brazos, aunque quedó hecho un desastre. Ambos tienen una relación odio-amor. Es interpretado en su versión hispanoamericana por Dafnis Fernández.
- Profesor Pester: El antagonista de la serie. El profesor Pester quiere a las piñatas para convertirlas en piñatas malvadas. Pero sus planes malvados suelen fallar porque algunas de las piñatas logra estropearlo, o porque él mismo comete el error fatal que lo lleva a la derrota. Siempre anda de mal humor, un villano ideal. Se cree un genio del mal, pero le tiene alergia, o miedo, a las Bunnycombs. Fue él el creador de los caramelos malvados y de las piñatas amargas, aquí llamados "Agrios", y su frase favorita es "¡La victoria será mía!". Según Paulie, es muy bueno para decir frases. Es interpretado en su versión hispanoamericana por Gustavo López.
- -Muzka: Granjero desaparecido